# Mörkvingad örtblomfluga
Mörkvingad örtblomfluga (Cheilosia carbonaria) är en tvåvingeart som beskrevs av Johann Egger 1860. 
Mörkvingad örtblomfluga ingår i släktet örtblomflugor och familjen blomflugor. Artens utbredningsområde är Österrike. Arten är reproducerande i Sverige. Inga underarter finns listade i Catalogue of Life.

## Bildgalleri

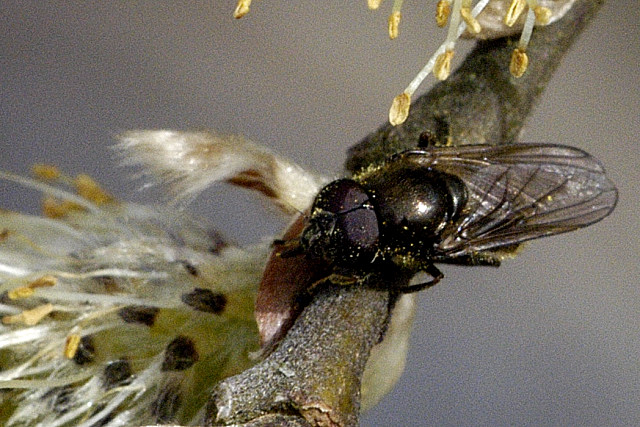
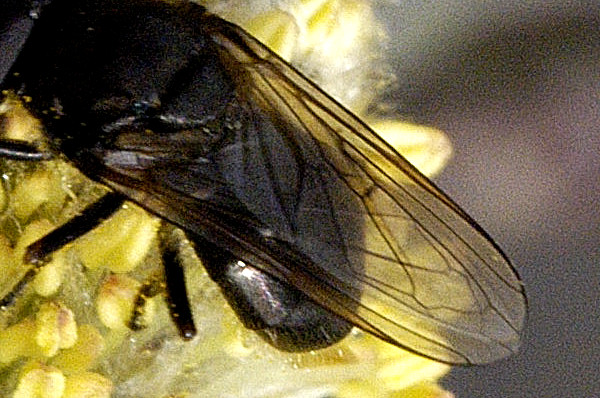